# うた種
『うた種』（うたたね）は、2011年7月27日にランティスのGloryHeavenレーベルから発売されたmarbleのカバー・ミニアルバム。

## 概要
全6曲のアニメソングをカバーした企画アルバム。marble初のアニソンカバーアルバムである（ただし2010年にアニソンセルフカバー主体の限定アルバム『旋律の行方、桜夢見月』がある）。
アコースティックギター主体の、スローテンポなアコースティックアレンジとなっている。
シリーズ化の構想もあり、ジャケットでタイトル「うた種」の右に描かれている1粒の種が、1枚目を意味している。
ボーナストラックとして自身の楽曲『violet』のセルフカバーも収録している。

## 収録楽曲
（全編曲：菊地達也）
1. ブルーウォーター
作詞: 来生えつこ / 作曲: 井上ヨシマサ、原曲歌手: 森川美穂
『ふしぎの海のナディア』オープニングテーマ
2. 空からこぼれたStory
作詞: 三浦徳子 / 作曲: 佐藤健、原曲歌手:  ダ・カーポ
『名探偵ホームズ』オープニングテーマ
marbleの2人でデュエットする目的で選曲された[3]。
3. プラチナ
作詞：岩里祐穂 / 作曲：菅野よう子、原曲歌手：坂本真綾
『カードキャプターさくら』オープニングテーマ
4. ひみつのアッコちゃん
作詞: 井上ひさし・山元護久 / 作曲: 小林亜星、原曲歌手: 岡田恭子（1期）・堀江美都子（2期）・下成佐登子（3期）[4]
『ひみつのアッコちゃん』オープニングテーマ
5. 夢色の恋
作詞・作曲: アツミサオリ、原曲歌手: アツミサオリ
『みつどもえ』エンディングテーマ
原曲編曲もmarbleである。
6. 星間飛行
作詞: 松本隆 / 作曲: 菅野よう子、原曲歌手: ランカ・リー（中島愛）[5]
『マクロスF』挿入歌
7. violet 〜奄美Rec Ver.〜（ボーナストラック）
作詞: micco / 作曲: 菊地達也、原曲歌手: marble（セルフカバー）
『うみものがたり〜あなたがいてくれたコト〜』オープニングテーマ
奄美で一発録音しており、海や風の音や鳥の声などの環境雑音が入っている[2]。

## 特別番組
Lantisちゃんねるのニコニコ生放送番組『ニコ生～ぶる』の特別編『marbleのゆるゆるニコ生～ぶる in うた種』が配信された。6月29日・7月13日・7月27日（発売日）の隔週水曜日全3回。司会進行はmarbleの2人、最終回のゲストにアツミサオリ・yozuca*・rino。